# Grub (Rötz)
Grub ist ein Ortsteil der Stadt Rötz im Landkreis Cham des Regierungsbezirks Oberpfalz im Freistaat Bayern.

## Geografie
Grub liegt an der Bundesstraße 22, 1,3 Kilometer östlich der Staatsstraße 2150 und 2 Kilometer östlich von Rötz. Südlich von Grub fließt die Schwarzach nach Westen der Naab zu.

## Geschichte
Grub (auch: Grube, Gruob, Grvb, Grwb, Grueb) wurde erstmals 1160 erwähnt. Swidger und Oudalricus de Grube traten bei einer Schenkung an das Kloster Reichenbach am Regen als Zeugen auf.
Im 13. Jahrhundert waren Lehen in Grub im Besitz der Altendorfer-Leonberger. 1296 gab Waltherus de Wartperch Zehnte in Grub zugunsten des Klosters Schönthal an Wernhard Graf von Leonsberg zurück.
1285 und 1326 gehörte Grub mit 4 Lehen zum Amt Neunburg. 1301 übergab Rvdgerus de Wartperch einen Zehnt in Grub an das Kloster Schönthal. Andere Zehntrechte in Grub blieben den Warbergern erhalten. 1323 schenkte Hainrich der Schultz Purger ze München ein Gut in Grub an das Kloster.
Im Verzeichnis der Erträge des Klosters Schönthal von 1429 wurde Grub genannt.
1505 wurde Grub genannt. 1522 erschien es mit 7 Untertanen des Amtes Rötz. Im Jahr 1522 gehörten Untertanen in Grub zum Kastenamt Rötz. In einem Verzeichnis von 1588 wurden Mannschaften in Grub als zur Frais Schwarzenburg gehörig aufgeführt. 1588 hatte Grub 4 Höfe, 1 Gut, 1 Sölde, 2 Inwohner.
1622 hatte es 6 Mannschaften. In der Steueranlage von 1630 wurde das Pflegamt Rötz in vier Viertel eingeteilt. Dabei gehörte Grub zum 4. Viertel. 1630 wurden für Grub 5 Höfe, 1 Sölde, 3 Inwohner und 1 Hütmann verzeichnet. 1670 wurden für Grub 4 Höfe, 1 Gut und 1 Sölde aufgeführt. 1766 hatte der Ort 6 Anwesen: 4 Höfe, 1 Gut und 1 Sölde. 1792 gab es in Grub 5 Pflegamtsuntertanen.
1808 hatte Grub 5 Anwesen und ein Hirtenhaus.
1808 wurde die Verordnung über das allgemeine Steuerprovisorium erlassen. Mit ihr wurde das Steuerwesen in Bayern neu geordnet und es wurden Steuerdistrikte gebildet. Dabei kam Grub zum Steuerdistrikt Flischbach. Der Steuerdistrikt Flischbach bestand aus den Dörfern Flischbach, Flischberg, Gmünd, Grub, Öd, Steegen, Wenzenried und der Einöde Niederpremeischl.
1820 wurden im Landgericht Waldmünchen Ruralgemeinden gebildet. Dabei kam Grub zur Ruralgemeinde Gmünd. Die Gemeinde Gmünd bestand aus den beiden Dörfern Gmünd mit 15 Familien und Grub mit 11 Familien. 1945 wurde die Gemeinde Gmünd in die Stadt Rötz eingemeindet.
Grub gehört zur Pfarrei Rötz. 1997 hatte Grub 35 Katholiken.

## Einwohnerentwicklung ab 1820

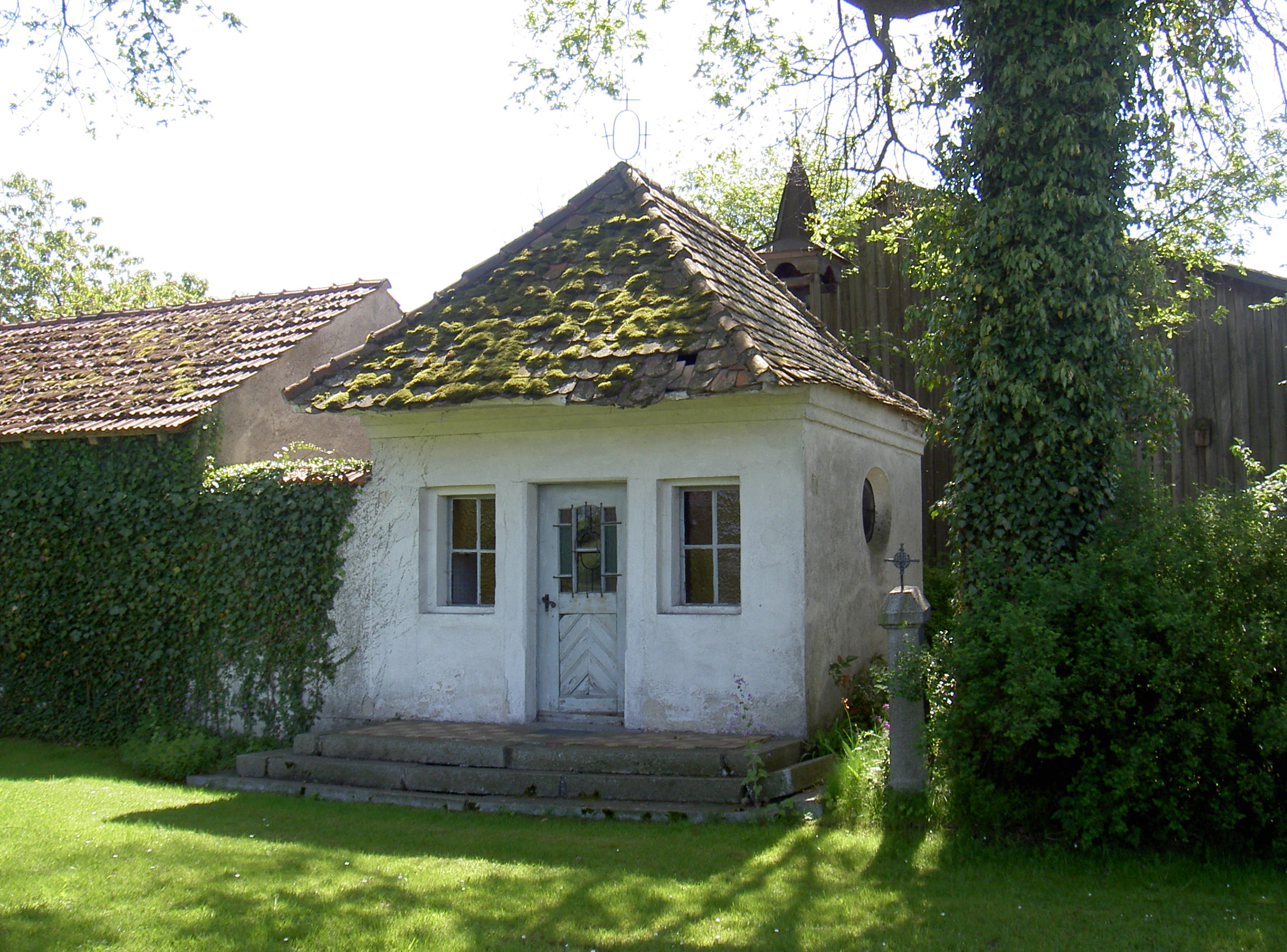
Denkmalgeschützte Hofkapelle in Grub

| Jahr | Einwohner   | Gebäude |
| ---- | ----------- | ------- |
| 1820 | 11 Familien | k. A.   |
| 1838 | 65          | 6       |
| 1861 | 56          | 24      |
| 1871 | 61          | 25      |
| 1885 | 65          | 8       |
| 1900 | 67          | 7       |
| 1913 | 68          | 6       |

| Jahr | Einwohner | Gebäude |
| ---- | --------- | ------- |
| 1925 | 47        | 7       |
| 1950 | 41        | 4       |
| 1961 | 31        | 5       |
| 1970 | 29        | k. A.   |
| 1987 | 34        | 5       |
| 2011 | 33        | k. A.   |

## Tourismus und Sehenswürdigkeiten
Im Garten von Grub 8 befindet sich eine denkmalgeschützte Hofkapelle. Es handelt sich um einen abgewalmten Satteldachbau mit vorschießendem Dach und hölzernem Glockenturm. Sie wurde 1907 erbaut und hat die Denkmalnummer D-3-72-154-29.